# Hypolestes
Hypolestes é um género de libelinha da família Megapodagrionidae.
Este género contém as seguintes espécies:
- Hypolestes clara
- Hypolestes trinitatis